# Apteronotus leptorhynchus
Apteronotus leptorhynchus är en fiskart som först beskrevs av Ellis 1912.  Apteronotus leptorhynchus ingår i släktet Apteronotus och familjen Apteronotidae. Inga underarter finns listade i Catalogue of Life.